# Surses
Surses est une commune suisse du canton des Grisons, située dans la région d'Albula.

## Histoire
La commune a été créée le 1er janvier 2016 par fusion de Bivio, Cunter, Marmorera, Mulegns, Riom-Parsonz, Salouf, Savognin, Sur et Tinizong-Rona.
Depuis 2022, la commune est considérée comme faisant partie de la Suisse alémanique car la majorité des habitants parle désormais le suisse-allemand. Auparavant, la commune se trouvait en Suisse rhéto-romane.

Vue aérienne par Walter Mittelholzer (1928).